# بیدک (آباده)
بیدک(Bidak)، روستایی از توابع بخش مرکزی شهرستان آباده در استان فارس ایران است. کلمه بیدک از ترکیب دو کلمه «بید کوچک» گرفته شده‌است. روستای بیدک قدمت تاریخی بالایی از دوره ساسانیان و حتی بسیار ماقبل آن دارد (طی مشاهدات نشانه‌هایی از گبرها).
برخی از یادگاری‌های آن دوران هم می‌توان امروزه مشاهده کرد.
گویش زبانی ساکنین دهستان بیدک یک گویش اصیل و قدیمی را یادآور می‌کند که گواه بر اصالت و قدمت این دهستان دارد. عموم مردم بیدک شغل آزاد دارند که می‌توان از مرسوم‌ترین آنها رانندگی، کشاورزی، پیمانکاری، تعمیرکاری و از این قبیل مشغله‌ها را نام برد.
ساکنین بیدک اقوام محلی قدیمی بوده و کمتر مهاجری را به خود جذب کرده‌است. در عین حال خلق و خوی بسیار مهمانپذیر و خونگرمی را دارا اند.
اکثر فامیلهای برجسته این روستا عبارت انداز: دانشور؛ منصوری، بیدکی، هاشمی و ستاری هستند.
از نظر موقعیت‌های دیدنی و تاریخی بیدک می‌توان پارک جنگلی بزرگ بیدک، آبشار مصنوعی (تل انجیری)، قلعه کهنه و برخی بناهای تاریخی مثل خانه‌های قدیمی و برخی از مدرسه‌ها اشاره کرد.
فاصله بیدک تا آباده نیز ۱۰ کیلومتر است. برخی دیگر از امکانات رفاهی بیدک شامل: درمانگاه حضرت ابوالفضل (ع)، سالن ورزشی دارای کفپوش با استاندارد بالا، مدارس دخترانه و پسرانه پایه‌های ابتدایی و دبیرستان، مساجد و تکیه‌ها (بعضا برای اسکان مسافرین نیز استفاده می‌شود).

## جمعیت
این روستا در شمال استان فارس قرار دارد و جمعیت آن حدود ۶۰۰۰ نفر (۷۵۰خانوار) بوده‌است.